# Josef Hamrin
Carl Josef Hamrin, född 18 oktober 1871 i Mönsterås församling, Kalmar län, död 3 december 1934 i Jönköping, var en svensk tidningsman och lokalpolitiker. 
Josef Hamrin var son till läderhandlaren Carl Gustaf Petersson Hamrin (1841–1907) och Maria Lovisa, född Cedergren (1838–98), och bror till Felix Hamrin. År 1887 hade Josef och hans syskon tagit sig namnet Hamrin. Han avlade mogenhetsexamen vid Jönköpings högre allmänna läroverk 1891 och teologisk-filosofisk examen vid Uppsala universitet 1893.
Från 1893 var han medarbetare i Jönköpings-Posten. Han var verkställande direktör, chefredaktör och ansvarig utgivare för denna tidning med avläggare 1909–34. Under hans tid samlades aktierna till Jönköpings Posten hos familjen Hamrin.
Hamrin var även mycket aktiv i Alliansmissionen, nykterhetsrörelsen och politiken.
Han var ledamot av stadsfullmäktige i Jönköpings stad 1911–1918 och från 1923 samt i drätselkammaren från 1923.
Josef Hamrin gifte sig 1900 med Beda Ringqvist (född 1871). Paret hade sex barn, bland andra Agne Hamrin, Carl-Olof Hamrin och Yngve Hamrin. Josef Hamrin var farfar till Christina Hamrin-Fredriksson och Harald Hamrin samt bror till Felix Hamrin.